# Pelecanòidids
Els pelecanòidids (Pelecanoididae) són una família d'ocells marins de l'ordre dels procel·lariformes. La família està formada per un únic gènere i quatre espècies molt semblants, que es diferencien per petites diferències al plomatge i forma del bec. Tenen certa semblança amb els petits petrells dels oceans meridionals, però això es deu a una evolució convergent, ja que els membres d'ambdues famílies s'alimenten de preses que persegueixen cabussant-se. Aquesta família, és la més adaptada dels Procel·lariformes a la vida dins del mar, en lloc de volar sobre ell. També es troben més prop de les costes.

## Descripció
Són petits petrells que fan entre 19 i 23 cm de llargària i pesen entre 120 i 200 g. L'aspecte de les quatre espècies és molt semblant i molt difícils de distingir a la mar. Es diferencien millor per la grandària i forma dels curts becs. El plomatge és negre brillant en la part superior i blanc en la inferior. Les seves ales són curtes respecte a la seva grandària i fan servir un vol brunzint molt característic. Aquest vol és baix sobre l'aigua, volant a través de les crestes de les ones sense interrompre el camí en el seu vol. A l'aigua porta les ales doblades per en mig i les fa servir de paletes per a perseguir la preses.

## Alimentació
S'alimenten de plàncton, sobretot preses com krill, copèpodes i amfípodes, així com petits peixos i calamars. Entre les adaptacions per obtenir l'aliment, estan les potents i curtes ales, la bossa gular per l'emmagatzemament del menjar, i les obertures nasals situades cap amunt, en lloc de cap avant com en altres petrells.

## Reproducció
Nien en colònies en illes. Ponen un ou blanc i gros en un niu consistent en una llodriguera excavada en terreny obert o sota els arbres. Aporta el niu algun material vegetal. Els pares s'alternen covant l'ou durant unes 8 setmanes i tenen cura del pollet un llarg període, entre 45 i 60 dies.

## Taxonomia
El gènere Pelecanoides va ser introduït el 1799 pel naturalista francès Bernard Germain de Lacépède per al petrell cabussador comú. El nom del gènere combina el pelekan del grec antic que significa “pelicà” i “-oidēs” que significa “semblant”.
Aquests petrells es van anteriorment estaven junts en la seva pròpia família, Pelecanoididae. Quan uns estudis genètics van trobar que estaven inclosos dins de la família Procellariidae, la família Pelecanoididae es va fusionar en Procellariidae.
Alguns tractats suggereixen que aquests ocells són en realitat membres de la família dels procel·làrids i algunes obres taxonòmiques els tracten com a tal.
Es classifiquen en un gènere amb quatre espècies:
- petrell cabussador del Perú (Pelecanoides garnotii) - (Lesson & Garnot,1828). Costes i illes de Perú i Xile.
- petrell cabussador de Magallanes (Pelecanoides magellani) - (Mathews, 1912). Canals i fiords del sud de Xile i Terra del Foc.
- petrell cabussador de Geòrgia del Sud (Pelecanoides georgicus) - (Murphy & Harper, 1916). Geòrgia del Sud i els illots circumdants a l'Atlàntic sud, i a les illes Princep Edward, les Illes Crozet, les Illes Kerguelen i l'illa Heard i les McDonald al sud de l'Oceà Índic.
- petrell cabussador comú (Pelecanoides urinatrix) - (Gmelin, 1789). És l'espècie més estese; es troba a les illes de Nova Zelanda com les illes Solander / Hautere, les illes Snares / Tini Heke, les illes Chatham, les illes Auckland, les illes Antipodes, l'illa Campbell / Motu Ihupuku, i nombroses illes de l'illa del Nord; illes del sud-est d'Austràlia i Tasmània, illes subantàrtiques de l'Oceà Índic, incloent les illes Princep Edward, les illes Crozet, les illes Kerguelen, i les illes Heard i McDonald; a l'Atlàntic, cria a Geòrgia del Sud, les illes Tristan da Cunha, l'illa Gough, les illes Falkland, i subespècies coppingeri que se suposa que cria en zones incertes a Xile.

HI ha qui reconeix una cinquena espècie, el petrell cabussador de Whenua Hou (Pelecanoides whenuahouensis), que es va descriure per primera vegada el 2018 i es troba al voltant de l'illa Codfish / Whenua Hou, Nova Zelanda. A la llista d'ocells mantinguda per Frank Gill, Pamela Rasmussen i David Donsker en nom de la Unió Internacional d'Ornitòlegs, aquest petrell és tractat com una subespècie del petrell cabussador de Geòrgia del Sud.
L'evolució i la sistemàtica d'aquests ocells no està ben investigada. Diverses poblacions van ser descrites com a espècies diferents i mentre que la majoria d'elles són només subespècies, algunes poden ser diferents. El registre fòssil prehistòric es va limitar durant molt de temps a restes molt fragmentàries descrites com a P. cymatotrypetes trobades en jaciments del Pliocè inferior de Langebaanweg, Sud-àfrica; mentre que aquest ocell aparentment estava a prop del petrell cabussador comú, avui en dia no es coneixen membres d'aquesta espècie en aigües sud-africanes.
El 2007, un tros d'húmer trobat a Nova Zelanda va ser descrita com P. miokuaka. Això es va trobar en els jaciments del Miocè i, com es pot esperar, s'assembla molt més als petrells cabussadors que a qualsevol altre ocell conegut, però presenta una condició menys sinapomorfa.